# 潮河 (鲁东南)
潮河又名两城河，是位于中国山东半岛东南部的一条河流。

## 概况
发源于五莲县大耳山北麓杨家沟，东南流，于日照的安家口子入南黄海，河长45公里，流域面积415.6平方公里，河道平均比降5.6/1000，河网密度0.39公里/平方公里。